# Adolf Fehr (Maler)
Adolf Fehr (* 1. Februar 1889 in Zürich; † 14. Oktober 1964 ebenda; heimatberechtigt in Berg am Irchel und Zürich) war ein Schweizer Maler, Zeichner und Grafiker in der Nachfolge von van Gogh und Hodler.

## Leben
Adolf Fehr war Sohn eines Glasmalers. Zwischen 1903 und 1907 erlernte er den Beruf des Schriftsetzers (Typographen) bei der renommierten Druckerei der NZZ. Einige Jahre später gründete er eine kleine Buchdruckerei in Zürich. Schon als Schüler hatte er zu malen und zeichnen begonnen und dies auch während seiner Tätigkeit als Buchdrucker und Typograph immer gepflegt. Schon seine frühen Arbeiten zwischen 1917 und Ende der 1940er Jahre zeigen seine ausserordentliche Begabung.
Als er in den 1920er Jahren eine Ausstellung mit Werken von Vincent van Gogh besuchte, war sein Entschluss gefasst, sich vorrangig der Malerei zu widmen. Die Arbeiten von van Gogh mit ihrer pastosen Malweise übten auf Fehr eine derartige Faszination aus, dass er sehr konsequent diesem großen Vorbild folgte und in seinen frühen Werken ebenfalls die Technik der fast spachtelartig auf die Leinwände aufgetragenen Farben anwendete. Seine Sujets fand er zunächst in seiner Heimat, wo vor allem Bergwelt, Wälder, Flussläufe, Gletscherbäche, Bauerngehöfte, Seelandschaften, aber vereinzelt auch große Gebäude und Kirchen sowie Blumenstücke und Genredarstellungen entstanden.
Später unternahm er Reisen nach Italien, Holland und Frankreich, wo weitere Motive hinzu kamen. Auch Selbstbildnisse und Portraits finden sich in allen Schaffensphasen des Künstlers.
Auch die Begegnungen mit den Werken von Ferdinand Hodler, Giovanni Giacometti und Edvard Munch blieben nicht ohne Resonanz für seine weitere Entwicklung und führten ihn von der frühen pastosen Malweise zu einem glatteren Farbauftrag.
1942 hatte er seine Druckerei an seinen Sohn Adolf III übergeben, und 1944 erschien das Buch «Tschinghiane» von Rudolf Bolo Maeglin mit Federzeichnungen von Fehr.
Neben seinen Wohnsitzen in Zürich und Wiedikon hatte er zwischen 1949 und 1954 ein Atelier in Matt und ab 1954 eines in Sool ob Schwanden.
1957 begann er sehr spät mit Tagebuchaufzeichnungen. Die Preise seiner Bilder erreichten zu Lebzeiten bereits über 5000 Schweizer Franken in den späten 1950er und 1960er Jahren.
Fehr war verheiratet und hatte zwei Söhne und eine Tochter. Er starb am 14. Oktober 1964 fast erblindet in Zürich.
Danach geriet sein Œuvre vorübergehend in Vergessenheit, da sein künstlerisches Vermächtnis im Nachlass lange nicht zugänglich war und erst jetzt der wissenschaftlichen Bearbeitung und für Ausstellungen wieder zur Verfügung steht.

## Werke
- 1917: Kinderbildniss
- 1921: Landschaft mit Gehöft
- 1928: Altes Haus am Wasser
- 1929: Landschaft
- 1930: Landschaft mit Haus am See
- 1931: Bauernhäuser
- 1931: Frau bei der Arbeit
- 1932: Dorfansicht mit kahlen Bäumen
- 1932: Stillleben
- 1933: Bergdorf
- 1933: Steiniger Wald
- 1934: Landschaft
- 1935: Holländische Landschaft mit Windmühle
- 1936: Selbstbildnis
- 1937: Im Dorf
- 1939: Selbstbildnis vor der Staffelei
- 1939: Berglandschaft
- 1940: Der blühende Baum
- 1941: Graphische Arbeit
- 1942: Feierabend in der Stube
- 1944: Matt
- 1946: Landschaft
- 1947: Landschaft
- 1950: Italienische Landschaft bei Porto Romeo
- 1951: Selbstbildnis
- 1952: Selbstbildnis
- 1953: Gebirgslandschaft
- 1954: Selbstbildnis mit Nelke
- 1955: Selbstbildnis mit Augenklappe
- 1957: Firence – Ponte Vecchio
- 1958: Zürichsee mit Segelbooten
- 1959: Bergdorf

## Ausstellungen
- 1931: Schweizerische Nationale Kunstausstellung
- 1937: St. Anna Galerie Zürich
- 1937: Museum Kunsthaus Zürich
- 1950: Museum Kunsthaus Zürich
- 1951: Museum Strauhof Zürich
- 1953: Exlibris Zürich
- 1954: Galerie Benedetti Küsnacht
- 1954: Museum Kunsthaus Glarus
- 1954: Museum Kunsthaus Zürich
- 1956: Kunst der Gegenwart Schwanden
- 1958: Galerie Bohemia Glarus
- 1959: Jubiläumsausstellung zum 70. Geburtstag
- 1974: Museum Kunsthaus Glarus
- 2009: Museum Kunsthaus Glarus
- 2011: Retrospektive Schloss Greillenstein
- 2012: Kunst im Parlament, Wien